# José Antonio Patlán
José Antonio Patlán Valtierra (nacido el 12 de enero de 1983 en Irapuato, Guanajuato) es un ex futbolista mexicano que jugaba en la posición de Defensa central.

## Trayectoria
Debuta en Primera División con las Chivas durante el torneo Clausura 2006, el 29 de abril, en un partido contra el Club Deportivo Toluca.
La ausencia de 6 titulares, por su participación en la Copa Mundial de Fútbol de 2006 permite que Patlán se haga de un puesto en la defensa del equipo. Su primer gol en primera división se lo hace al Pachuca durante las Semifinales del Clausura 2006.
En el Apertura 2006 formó parte del equipo del Guadalajara que resultaría campeón.

### Clubes
| Club                       | País                | Año             | Partidos | Anotado | Media |
| -------------------------- | ------------------- | --------------- | -------- | ------- | ----- |
| C.D. Tapatío               | México              | 2003 - 2004     | 13       | 0       | 0     |
| Chivas La Piedad           | México              | 2004 - 2005     | 28       | 2       | 0.07  |
| Chivas Coras               | México              | 2005 - 2006     | 22       | 1       | 0.05  |
| C.D. Guadalajara           | México              | 2006 - 2008     | 28       | 1       | 0.04  |
| C.D. Tapatío (Cárnet)      | México              | 2006 - 2007     | 19       | 0       | 0     |
| Santos Laguna              | México              | 2008            | 3        | 0       | 0     |
| Santos Laguna A (Cárnet)   | México              | 2008            | 10       | 2       | 0.2   |
| C. León                    | México              | 2009            | 11       | 0       | 0     |
| Universidad de Guadalajara | México              | 2009 - 2010     | 28       | 2       | 0.07  |
| C.F. Indios                | México              | 2010 - 2011     | 14       | 0       | 0     |
| Total en su carrera        | Total en su carrera | 2003 - Presente | 169      | 8       | 0.05  |

#### Estadísticas
La siguiente tabla detalla los encuentros disputados y los goles marcados en los clubes en los que ha militado.
| C.D. Tapatío · México                                                                              | 2.ª                 |                     |     |   |   |   |   |   |     |   |
| C.D. Tapatío · México                                                                              | 2.ª                 | 2003/04             | 13  | 0 | - | - | - | - | 13  | 0 |
| C.D. Tapatío · México                                                                              | 2.ª                 | 2006/07             | 19  | 0 | - | - | - | - | 19  | 0 |
| C.D. Tapatío · México                                                                              | 2.ª                 | 2007/08             | 21  | 0 | - | - | - | - | 21  | 0 |
| C.D. Tapatío · México                                                                              | 2.ª                 | Total               | 53  | 0 | - | - | - | - | 53  | 0 |
| Chivas La Piedad · México                                                                          | 2.ª                 | 2004/05             | 28  | 2 | - | - | - | - | 28  | 2 |
| Chivas La Piedad · México                                                                          | 2.ª                 | Total               | 28  | 2 | - | - | - | - | 28  | 2 |
| Chivas Coras · México                                                                              | 2.ª                 | 2005/06             | 22  | 1 | - | - | - | - | 22  | 1 |
| Chivas Coras · México                                                                              | 2.ª                 | Total               | 22  | 1 | - | - | - | - | 22  | 1 |
| C.D. Guadalajara · México                                                                          | 1.ª                 | 2006                | 5   | 1 | - | - | - | - | 5   | 1 |
| C.D. Guadalajara · México                                                                          | 1.ª                 | 2006/07             | 13  | 0 | - | - | 3 | 0 | 16  | 0 |
| C.D. Guadalajara · México                                                                          | 1.ª                 | 2007/08             | 7   | 0 | - | - | 0 | 0 | 7   | 0 |
| C.D. Guadalajara · México                                                                          | 1.ª                 | Total               | 25  | 1 | - | - | 3 | 0 | 28  | 1 |
| Santos Laguna · México                                                                             | 1.ª                 | 2008                | 0   | 0 | - | - | 3 | 0 | 3   | 0 |
| Santos Laguna · México                                                                             | 1.ª                 | Total               | 0   | 0 | - | - | 3 | 0 | 3   | 0 |
| Santos Laguna A · México                                                                           | 2.ª                 | 2008                | 10  | 2 | - | - | - | - | 10  | 2 |
| Santos Laguna A · México                                                                           | 2.ª                 | Total               | 10  | 2 | - | - | - | - | 10  | 2 |
| C. León · México                                                                                   | 2.ª                 | 2009                | 11  | 0 | - | - | - | - | 11  | 0 |
| C. León · México                                                                                   | 2.ª                 | Total               | 11  | 0 | - | - | - | - | 11  | 0 |
| Universidad de Guadalajara · México                                                                | 2.ª                 | 2009/10             | 28  | 2 | - | - | - | - | 28  | 2 |
| Universidad de Guadalajara · México                                                                | 2.ª                 | Total               | 28  | 2 | - | - | - | - | 28  | 2 |
| C.F. Indios · México                                                                               | 2.ª                 | 2010/11             | 14  | 0 | - | - | - | - | 14  | 0 |
| C.F. Indios · México                                                                               | 2.ª                 | Total               | 14  | 0 | - | - | - | - | 14  | 0 |
| Total en su carrera                                                                                | Total en su carrera | Total en su carrera | 163 | 8 | - | - | 6 | 0 | 169 | 8 |
| (1) Incluye datos de la Copa de Campeones de la Concacaf (2007 y 2008) y Copa Sudamericana (2008). |                     |                     |     |   |   |   |   |   |     |   |